# Azilia boudeti
Azilia boudeti är en spindelart som beskrevs av Simon 1895. Azilia boudeti ingår i släktet Azilia och familjen käkspindlar. Inga underarter finns listade.